# ساب أرينا
ساب أرينا هي صالة متعددة الأستخدامات تقع في مدينة مانهايم، ألمانيا ويقام عليها في الأغلب مباريات لكرة اليد وهوكي الجليد.